# Azygopterus corallinus
Azygopterus corallinus és una espècie de peix de la família dels estiquèids i l'única del gènere Azygopterus.

## Hàbitat i distribució geogràfica
És un peix marí, demersal (entre 60 i 200 m de fondària) i de clima polar, el qual viu al Pacífic nord-occidental: les illes Kurils.

## Observacions
És inofensiu per als humans.